# Scotinomys teguina
Scotinomys teguina és una espècie de mamífer rosegador de la família dels cricètids. Viu a altituds d'entre 900 i 2.900 msnm a Costa Rica, El Salvador, Guatemala, Hondures, Mèxic, Nicaragua i Panamà. Es tracta d'un animal generalment diürn que s'alimenta principalment d'insectes, però també de llavors i fruita. Els seus hàbitats naturals són les selves nebuloses, els límits dels boscos i les clarianes amb herba. Està amenaçat per l'ús de pesticides.